# Юта Старз (команда ЖНБА)
Не следует путать с командой Американской баскетбольной ассоциации (АБА): Юта Старз.
«Юта Старз» (англ. Utah Starzz) — американская профессиональная женская баскетбольная команда, которая выступала в Западной конференции женской национальной баскетбольной ассоциации (ЖНБА). Команда базировалась в городе Солт-Лейк-Сити (штат Юта) и являлась одной из восьми команд-основательниц ассоциации. Свои домашние матчи она проводила в «Дельта-центре». Наибольших успехов «Старз» добились в сезоне 2002 года, когда команда смогла выйти в финал конференции. В 2002 году клуб был вынужден переехать в город Сан-Антонио (штат Техас) и сменить название на «Сан-Антонио Силвер Старз».
За время существования клуба в нём выступали такие известные баскетболистки, как Елена Баранова, Дебби Блэк, Марго Дыдек, Эдриэнн Гудсон, Венди Палмер, Натали Уильямс, Мэри Фердинанд, Дина Хэд и Дженнифер Эйзи.

## История команды
За свою короткую историю клуб «Юта Старз» отыграл в лиге шесть сезонов, выступая под руководством четырёх разных главных тренеров. В 2001 году команда впервые в своей истории сумела выйти в плей-офф, где в двух встречах уступила клубу «Сакраменто Монархс». В сезоне 2002 года клуб завершил чемпионат с результатом 20-12, который стал лучшим в истории франшизы, потому что команда дошла в плей-офф до финала конференции, где без шансов проиграла будущему победителю, команде «Лос-Анджелес Спаркс», но он оказался для «Старз» последним. После его окончания женская НБА окончательно продала права собственности на свои франшизы владельцам клубов НБА или третьим лицам, но владелец команды «Юта Джаз» Ларри Миллер решил прекратить субсидирование «Старз», а другие владельцы команды не смогли насобирать достаточно денег, чтобы соответствовать новым правилам ЖНБА, и свернули организацию в начале декабря 2002 года. За время своих выступлений в ассоциации клуб одержал 87 побед и потерпел 99 поражений.
5 декабря 2002 года лига объявила о продаже франшизы «Старз» компании «Spurs Sports & Entertainment», владельцем которой является Питер Холт, он также является владельцем клуба НБА «Сан-Антонио Спёрс». Тут же было объявлено, что «Звёзды» немедленно переедут в Сан-Антонио (штат Техас), где они будут называться «Сан-Антонио Силвер Старз» и будут выступать в «SBC-центре». В этом году помимо «Старз» обанкротилась ещё три команды лиги — «Майами Сол», «Орландо Миракл» и «Портленд Файр».

## Протокол сезонов ЖНБА
| Сезон     | Конференция | Место     | Регулярный чемпионат | Регулярный чемпионат | Регулярный чемпионат | Плей-офф | Тренер                                    | Ссылки                                    |
| Сезон     | Конференция | Место     | Победы               | Поражения            | Процент              | Плей-офф | Тренер                                    | Ссылки                                    |
| Юта Старз | Юта Старз   | Юта Старз | Юта Старз            | Юта Старз            | Юта Старз            | Юта Старз | Юта Старз                                 | Юта Старз                                 |
| --------- | ----------- | --------- | -------------------- | -------------------- | -------------------- | --- | ----------------------------------------- | ----------------------------------------- |
| 1997      | Западная    | 4-е       | 7                    | 21                   | 25,0                 | Не квалифицировалась в плей-офф                                                                                  | Дениз Тейлор                              | [ 3 ]                                     |
| 1998      | Западная    | 5-е       | 8                    | 22                   | 26,7                 | Не квалифицировалась в плей-офф                                                                                  | Дениз Тейлор (6-13) Фрэнк Лейден (2-9)    | [ 4 ]                                     |
| 1999      | Западная    | 6-е       | 15                   | 17                   | 46,9                 | Не квалифицировалась в плей-офф                                                                                  | Фрэнк Лейден (2-2) Фред Уильямс (13-15)   | [ 5 ]                                     |
| 2000      | Западная    | 5-е       | 18                   | 14                   | 56,3                 | Не квалифицировалась в плей-офф                                                                                  | Фред Уильямс                              | [ 6 ]                                     |
| 2001      | Западная    | 3-е       | 19                   | 13                   | 59,4                 | Проиграла в полуфинале конференции «Монархс» со счётом 0:2                                                       | Фред Уильямс (5-8) Кэнди Харви (14-5)     | [ 7 ]                                     |
| 2002      | Западная    | 3-е       | 20                   | 12                   | 62,5                 | Выиграла в полуфинале конференции у «Кометс» со счётом 2:1 Проиграла в финале конференции «Спаркс» со счётом 0:2 | Кэнди Харви                               | [ 8 ]                                     |
| Регулярки | Регулярки   | Регулярки | 87                   | 99                   | 46,8                 | 0 титулов победителя Западной конференции                                                                        | 0 титулов победителя Западной конференции | 0 титулов победителя Западной конференции |
| Плей-офф  | Плей-офф    | Плей-офф  | 2                    | 5                    | 28,6                 | 0 титулов победителя турнира женской НБА                                                                         | 0 титулов победителя турнира женской НБА  | 0 титулов победителя турнира женской НБА  |

## Статистика игроков
| Сезоны | Лучшие игроки команды по пяти главным статистическим показателям | Лучшие игроки команды по пяти главным статистическим показателям | Лучшие игроки команды по пяти главным статистическим показателям | Лучшие игроки команды по пяти главным статистическим показателям | Лучшие игроки команды по пяти главным статистическим показателям | Ссылки |
| Сезоны | PPG                                                              | RPG                                                              | APG                                                              | SPG                                                              | BPG                                                              | Ссылки |
| ------ | ---------------------------------------------------------------- | ---------------------------------------------------------------- | ---------------------------------------------------------------- | ---------------------------------------------------------------- | ---------------------------------------------------------------- | ------ |
| 1997   | Венди Палмер (15,8)                                              | Венди Палмер (8,0)                                               | Тэмми Рейсс (3,1)                                                | Венди Палмер (1,7)                                               | Елена Баранова (2,3)[a]                                          | [ 3 ]  |
| 1998   | Венди Палмер (13,5)                                              | Елена Баранова (9,3)                                             | Шантель Тремитир (3,6)                                           | Ким Уильямс (1,4)                                                | Марго Дыдек (3,8)                                                | [ 4 ]  |
| 1999   | Натали Уильямс (18,0)                                            | Натали Уильямс (9,2)                                             | Дебби Блэк (5,0)                                                 | Дебби Блэк (2,4)                                                 | Марго Дыдек (2,4)                                                | [ 5 ]  |
| 2000   | Натали Уильямс (18,7)                                            | Натали Уильямс (11,6)                                            | Дженнифер Эйзи (6,1)                                             | Эдриэнн Гудсон (1,4)                                             | Марго Дыдек (3,0)                                                | [ 6 ]  |
| 2001   | Натали Уильямс (14,2)                                            | Натали Уильямс (9,9)                                             | Дженнифер Эйзи (5,3)                                             | Натали Уильямс (1,3)                                             | Марго Дыдек (3,5)                                                | [ 7 ]  |
| 2002   | Эдриэнн Гудсон (15,7)                                            | Марго Дыдек (8,7)                                                | Дженнифер Эйзи (4,9)                                             | Мэри Фердинанд (1,6)                                             | Марго Дыдек (3,6)                                                | [ 8 ]  |

- a  Жирным шрифтом выделен игрок, который выиграл в этом сезоне ту или иную номинацию.

## Состав в сезоне 2002
| \| Поз. \| № \| Гражд. \| Имя \| Дата рождения (возраст) \| Рост \| Вес \| Звание \| \| ---- \| -- \| ------ \| ---------------- \| ------------------------- \| ------ \| ------ \| ------ \| \| З \| 3 \| \| Мэри Фердинанд \| 13 октября 1978 (46 лет) \| 175 см \| 73 кг \| \| \| З \| 8 \| \| Дженнифер Эйзи \| 31 августа 1968 (56 лет) \| 173 см \| 64 кг \| \| \| Ц \| 12 \| \| Марго Дыдек \| 28 апреля 1974 (51 год) \| 218 см \| 101 кг \| \| \| Ф \| 15 \| \| Эдриэнн Гудсон \| 19 октября 1966 (58 лет) \| 183 см \| 74 кг \| \| \| З \| 20 \| \| Ланиша Кофилд \| 25 мая 1980 (45 лет) \| 175 см \| 72 кг \| \| \| З \| 21 \| \| Семека Рэндалл \| 7 февраля 1979 (46 лет) \| 175 см \| 74 кг \| \| \| Ф \| 23 \| \| Латоня Джонсон \| 17 августа 1975 (49 лет) \| 185 см \| 68 кг \| \| \| Ф/Ц \| 24 \| \| Натали Уильямс \| 30 ноября 1970 (54 года) \| 188 см \| 95 кг \| \| \| Ф \| 34 \| \| Даниэлла Крокром \| 11 февраля 1981 (44 года) \| 185 см \| 72 кг \| \| \| З \| 43 \| \| Элиза Агилар \| 15 октября 1976 (48 лет) \| 172 см \| 75 кг \| \| \| Ф/Ц \| 50 \| \| Андреа Гарднер \| 23 декабря 1979 (45 лет) \| 190 см \| 86 кг \| \| \| Ц \| 54 \| \| Эми Херриг \| 16 июня 1977 (48 лет) \| 190 см \| 87 кг \| \| | Главный тренер - Кэнди Харви Ассистенты тренера - Тэмми Рейсс - Бобби Морс Легенда - (К) — Капитан команды Последнее изменение: 1 сентября 2002 года |              |                  |                           |        |        |        |
| Поз. | № | Гражд.       | Имя              | Дата рождения (возраст)   | Рост   | Вес    | Звание |
| З | 3 | Флаг США     | Мэри Фердинанд   | 13 октября 1978 (46 лет)  | 175 см | 73 кг  |        |
| З | 8 | Флаг США     | Дженнифер Эйзи   | 31 августа 1968 (56 лет)  | 173 см | 64 кг  |        |
| Ц | 12 | Флаг Польши  | Марго Дыдек      | 28 апреля 1974 (51 год)   | 218 см | 101 кг |        |
| Ф | 15 | Флаг США     | Эдриэнн Гудсон   | 19 октября 1966 (58 лет)  | 183 см | 74 кг  |        |
| З | 20 | Флаг США     | Ланиша Кофилд    | 25 мая 1980 (45 лет)      | 175 см | 72 кг  |        |
| З | 21 | Флаг США     | Семека Рэндалл   | 7 февраля 1979 (46 лет)   | 175 см | 74 кг  |        |
| Ф | 23 | Флаг США     | Латоня Джонсон   | 17 августа 1975 (49 лет)  | 185 см | 68 кг  |        |
| Ф/Ц | 24 | Флаг США     | Натали Уильямс   | 30 ноября 1970 (54 года)  | 188 см | 95 кг  |        |
| Ф | 34 | Флаг США     | Даниэлла Крокром | 11 февраля 1981 (44 года) | 185 см | 72 кг  |        |
| З | 43 | Флаг Испании | Элиза Агилар     | 15 октября 1976 (48 лет)  | 172 см | 75 кг  |        |
| Ф/Ц | 50 | Флаг США     | Андреа Гарднер   | 23 декабря 1979 (45 лет)  | 190 см | 86 кг  |        |
| Ц | 54 | Флаг США     | Эми Херриг       | 16 июня 1977 (48 лет)     | 190 см | 87 кг  |        |

## Главные тренеры
| Тренер       | Сезоны    | Победы и поражения (процент) | Победы и поражения (процент) | Ссылки |
| Тренер       | Сезоны    | Регулярка                    | Плей-офф                     | Ссылки |
| ------------ | --------- | ---------------------------- | ---------------------------- | ------ |
| Дениз Тейлор | 1997—1998 | 13-34 (27,7)                 | 0-0 (0,0)                    | [ 9 ]  |
| Фрэнк Лейден | 1998—1999 | 4-11 (26,7)                  | 0-0 (0,0)                    | [ 10 ] |
| Фред Уильямс | 1999—2001 | 36-37 (49,3)                 | 0-0 (0,0)                    | [ 11 ] |
| Кэнди Харви  | 2001—2002 | 34-17 (66,7)                 | 2-5 (28,6)                   | [ 12 ] |
| Всего        |           | 87-99 (46,8)                 | 2-5 (28,6)                   |        |

## Генеральные менеджеры
- Тим Хауэллс (1997—1999)
- Джей Фрэнсис (1999—2002)

## Зал славы женского баскетбола
| Игрок          | Позиция                     | Карьера в команде | Год включения | Ссылки |
| -------------- | --------------------------- | ----------------- | ------------- | ------ |
| Дженнифер Эйзи | Разыгрывающий защитник      | (2000—2002)       | 2009          | [ 13 ] |
| Натали Уильямс | Тяжёлый форвард / Центровая | (1999—2002)       | 2016          | [ 14 ] |

## Зал славы ФИБА
| Игрок       | Позиция   | Карьера в команде | Год включения | Ссылки |
| ----------- | --------- | ----------------- | ------------- | ------ |
| Марго Дыдек | Центровая | (1998—2002)       | 2019          | [ 15 ] |

## Индивидуальные и командные награды
| Награды[b]                  | Игроки, тренеры и сезоны | Ссылки |
| --------------------------- | ------------------------ | ------ |
| Чемпионка ЖНБА              | нет                      |        |
| Финал ЖНБА                  | нет                      |        |
| Плей-офф ЖНБА               | 2 (2001 и 2002)          |        |
| MVP ЖНБА                    | нет                      | [ 16 ] |
| MVP финала ЖНБА             | нет                      | [ 17 ] |
| MVP ASG ЖНБА                | нет                      |        |
| Лучший игрок обороны        | нет                      | [ 18 ] |
| Самый прогрессирующий игрок | нет                      | [ 19 ] |
| Спортивное поведение        | нет                      | [ 20 ] |
| Лучший новичок              | нет                      | [ 21 ] |
| Лучший тренер               | нет                      | [ 22 ] |

- b  В таблицу включены лишь те призы, которыми награждались игроки за время существования команды.

## Известные игроки
- Елена Баранова
- Дебби Блэк
- Синди Браун
- Леди Грумс
- Эдриэнн Гудсон
- Латоня Джонсон
- Марго Дыдек
- Дальма Иваньи
- Венди Палмер
- Тэмми Рейсс
- Семека Рэндалл
- Олимпия Скотт
- Кейт Старбёрд
- Натали Уильямс
- Мэри Фердинанд
- Фрэн Харрис
- Эми Херриг
- Джесси Хикс
- Дина Хэд
- Дженнифер Эйзи

## Участники матчей всех звёзд
| Год  | Участники матчей всех звёзд | Участники матчей всех звёзд     |
| Год  | Стартовый состав            | Резервный состав                |
| ---- | --------------------------- | ------------------------------- |
| 1999 |                             | Натали Уильямс                  |
| 2000 |                             | Натали Уильямс                  |
| 2001 |                             | Натали Уильямс                  |
| 2002 |                             | Мэри Фердинанд и Эдриэнн Гудсон |